# Georges Gilbert
Pour les articles homonymes, voir Gilbert.
Georges Gilbert, né le 30 août 1907 à Bruxelles et mort le 20 avril 1983 à Anderlecht, est un agronome, ingénieur des eaux et forêts et botaniste belge, actif au Congo belge.

## Hommages
Deux genres botaniques lui ont été dédiés : Gilbertiella Boutique et Gilbertiodendron J.Léonard.